# Edie Falco
Edith Falco (* 5. července 1963 New York, New York, Spojené státy americké) je americká herečka, která se především proslavila rolí Diane Whittlesey v seriálu stanice HBO Oz (1997–2007) nebo rolí Carmely Soprano v seriálu stanice HBO Rodina Sopránů (1999–2007). Za výkon v seriálu získala tři ceny Emmy, dva Zlaté glóbusy a pět Cen Sdružení filmových a televizních herců.
Během let 2009 až 2015 hrála zdravotní sestru Jackie Peyton v seriálu stanice Showtime Sestřička Jackie. V roce 2010 získala další cenu Emmy. V roce 2016 hrála v internetovém seriálu Horace and Pete. V roce 2017 získala hlavní roli v seriálu Law & Order True Crime a díky seriálu získala již čtrnáctou nominaci na Emmy.
Mimo to si zahrála také ve filmech jako Zákony přitažlivosti (1992), Výstřely na Broadwayi (1994), Soukromé neřesti (1997), Judy Berlin (1999), Sluneční země (2002), Ve stínu pravdy (2006) a The Comedian (2016). V roce 2011 získala nominaci na cenu Tony za výkon v divadelní hře The House of Blue Leaves.